# Chomiczak mongolski
Chomiczak mongolski, chomik Sokołowskiego (Cricetulus sokolovi) – gatunek ssaka z podrodziny chomików (Cricetinae) w obrębie rodziny chomikowatych (Cricetidae).

## Zasięg występowania
Chomiczak mongolski występuje w Mongolii i północnej Chińskiej Republice Ludowej (Mongolia Wewnętrzna).

## Taksonomia
Gatunek po raz pierwszy zgodnie z zasadami nazewnictwa binominalnego opisali w 1988 roku rosyjscy zoolodzy Wiktor Orłow i Wasilij Małygin nadając mu nazwę Cricetulus sokolovi. Holotyp pochodził z południowo-zachodniego brzegu jeziora Orog nuur, w ajmaku bajanchongorskim, w zachodniej Mongolii. 
C. sokolovi należy do grupy gatunkowej barabensis. Dawniej łączony z C. barabensis, ale uznany za odrębny gatunek w oparciu o cechy chromosomów i futra. Próbki z Mongolii, które zostały zidentyfikowane jako C. obscurus, są obecnie uważane za synonim C. barabensis. Autorzy Illustrated Checklist of the Mammals of the World uznają ten takson za gatunek monotypowy.

### Etymologia
- Cricetulus: rodzaj Cricetus Leske, 1779 (chomik); łac. przyrostek zdrabniający -ulus[8].
- sokolovi: prof. Władimir Jewgienijewicz Sokołow (ros. Влади́мир Евге́ньевич Соколо́в) (1928–1998), rosyjski zoolog, ekolog[9].

## Morfologia
Długość ciała (bez ogona) 77–114 mm, długość ogona 18–32 mm, długość ucha 13–19 mm, długość tylnej stopy 13–18 mm; masa ciała do 60 g. 

## Tryb życia
Mieszka na półpustyniach. Chomiczaki mongolskie rozmnażają się od maja. W ciągu roku wyprowadzają 2–3 miotów po 4–9 młodych.

## Zagrożenia
W Mongolii grozi mu suszenie źródeł wody. Zagrożenia w Chinach nie są znane.